# Tomme de Provence
La tomme de Provence, appelée aussi tomme à l'ancienne est un fromage français à pâte molle et à croûte fleurie dont la fabrication est traditionnelle dans toute la Provence. Élaborée uniquement à base de lait cru de chèvre, son histoire se perd dans la nuit des temps puisqu'elle serait fabriquée, selon la même technique, depuis le Néolithique comme l'attestent les antiques faisselles retrouvées par les archéologues sur des sites où se pratiquait l'élevage caprin.

## Origine

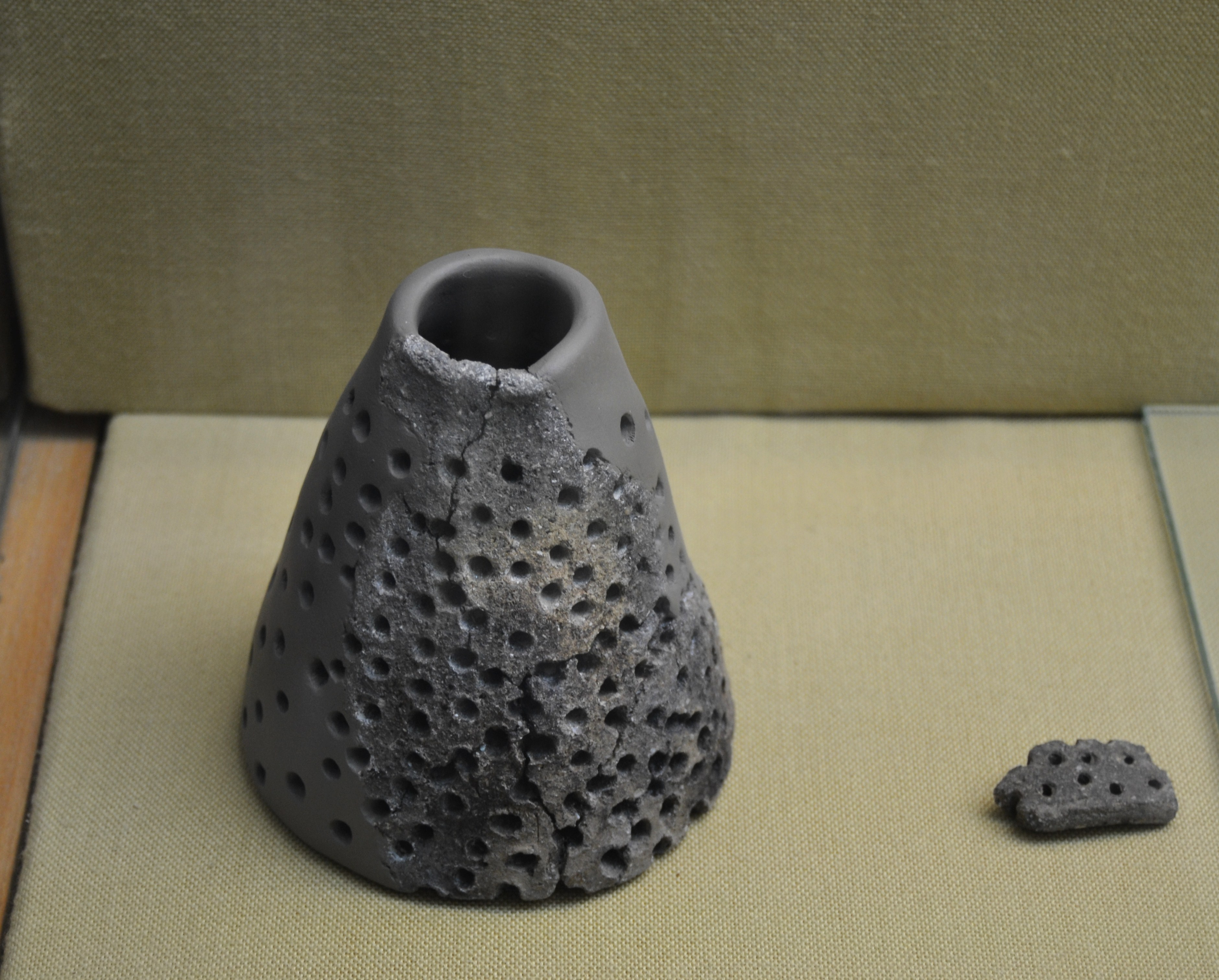
Faisselle antique datant de l'âge du bronze

La tomme de Provence est un fromage crémeux au lait cru de chèvre, typique de Provence,.
Dite aussi tomme à l'ancienne, elle est l'héritière d'un savoir-faire ancestral. Elle serait la descendante des premiers fromages provençaux, puisque sa technique de fabrication (caillage présure) remonterait à la révolution néolithique, c'est-à-dire à l'époque de la domestication de la chèvre, soit entre 5000 et 6000 ans avant notre ère. Les faisselles préhistoriques que les fouilles archéologiques ont exhumées en sont la confirmation. Généralement en terre, percées de peu de trous, mais de gros diamètre, elles sont la preuve de « l'utilisation systématique du caillage présure, puisque le caillé lactique serait trop friable pour pouvoir y être mis en forme. ». 

## Présentation
Ces tommes, suivant les lieux de production, se présentent soit sous la forme d'un petit palet d’environ 6 à 7 cm de diamètre et de 1 à 2 cm de hauteur ou d'un palet un peu plus grand de 8 cm de diamètre et de 2 à 3 cm de haut pour un poids de 100 g. 
En fonction du temps d'affinage, elles se présentent généralement avec une croûte fleurie, très fine, poudreuse et souple qui peut évoluer jusqu'à une couleur marron ou cendrée. La croûte recouvre une pâte blanche brillante, avec un léger arôme lactique, qui va de crémeuse à coulante,.

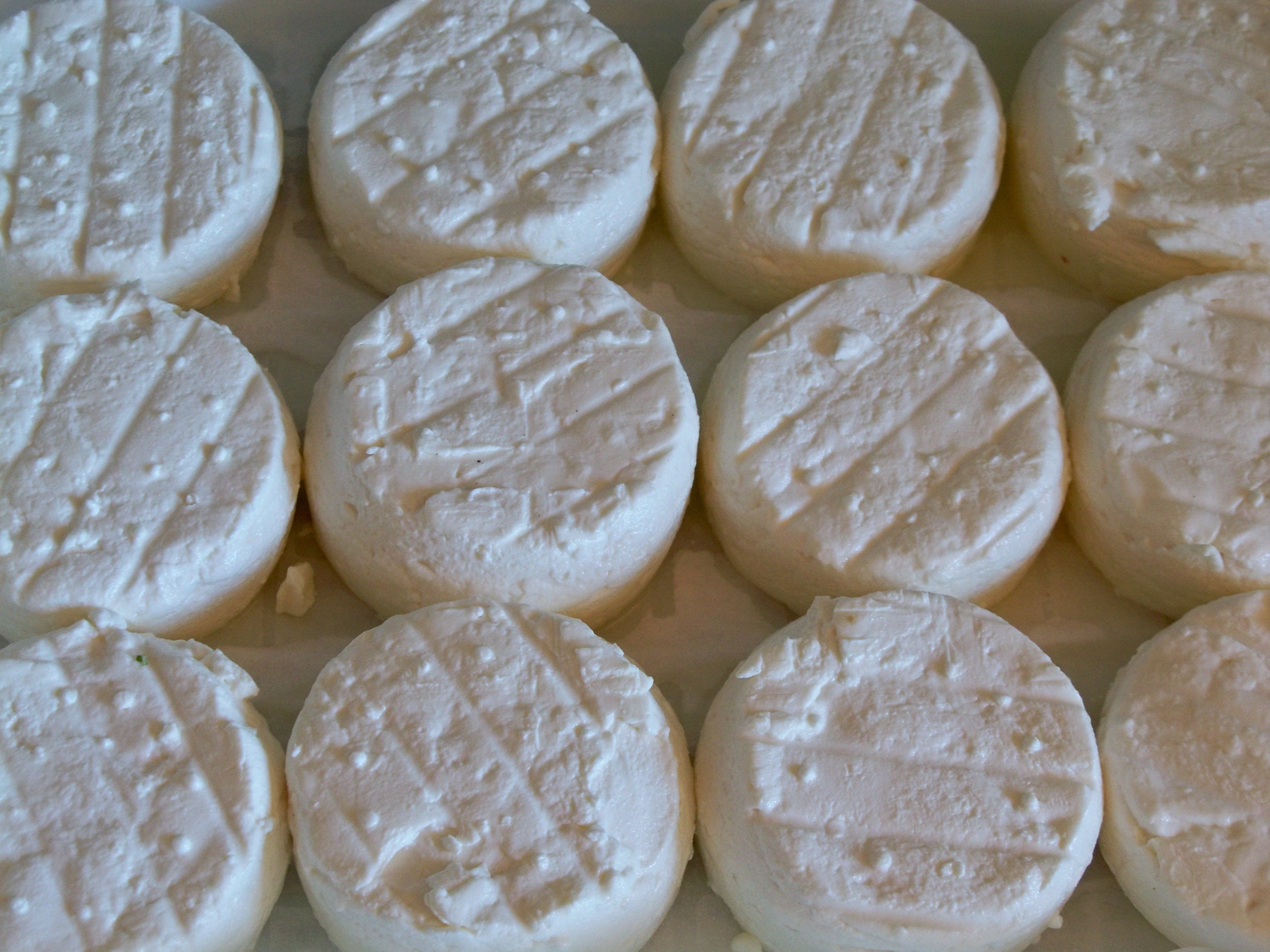
tomme de Provence
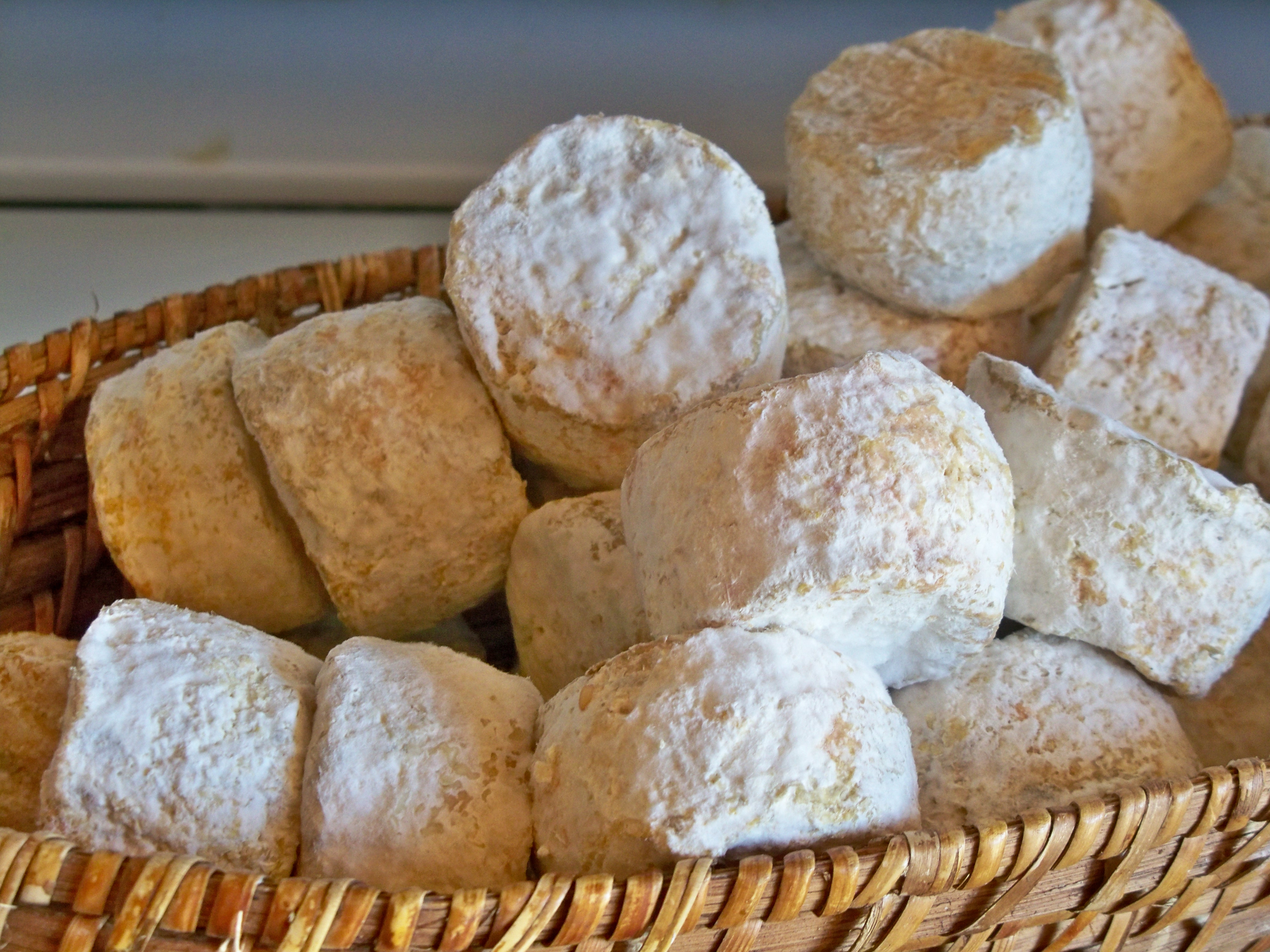
tomme de Provence
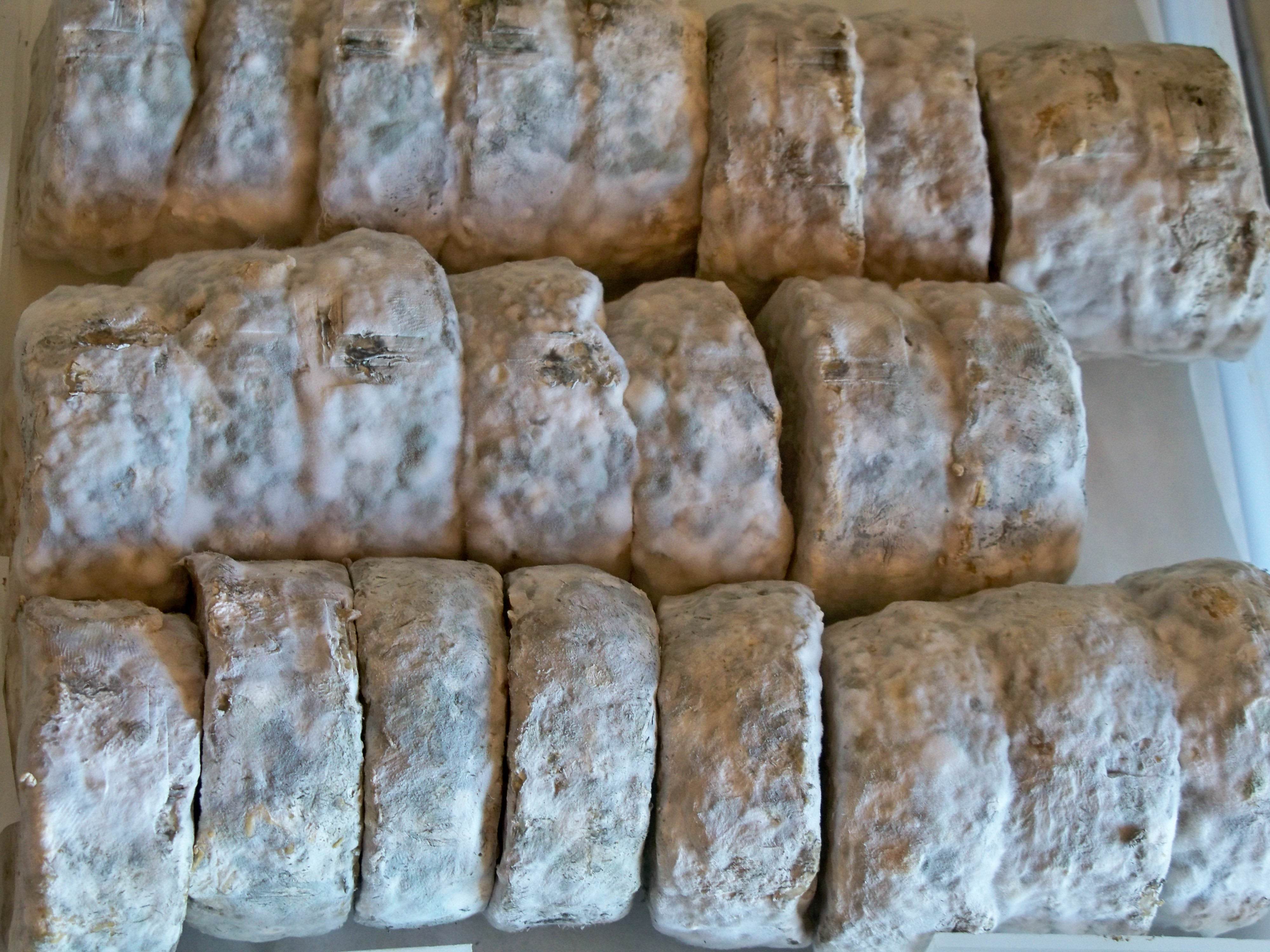
tomme de Provence
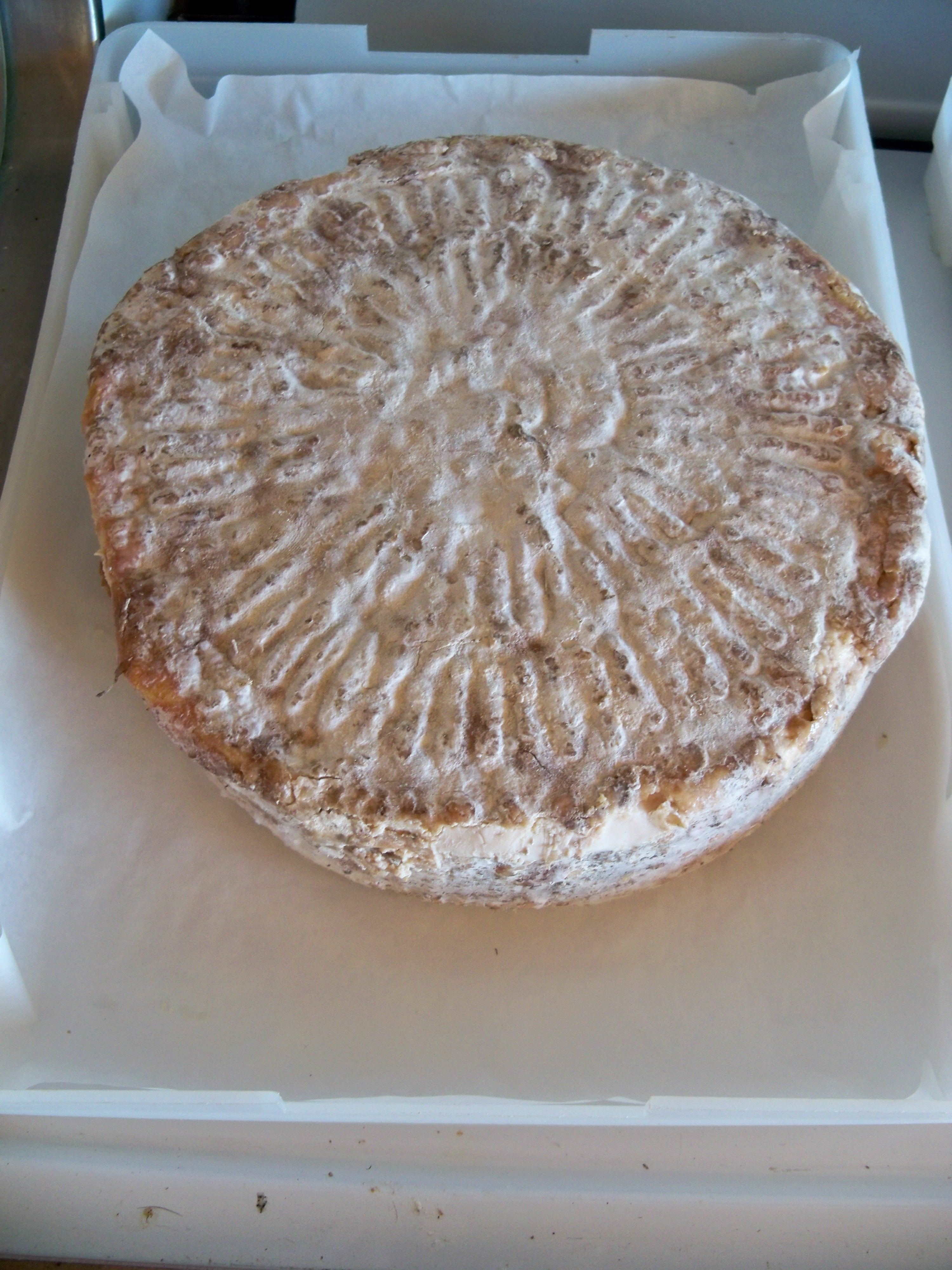
Tomme de Provence du hameau des Anglars à L'Hospitalet

## Fabrication

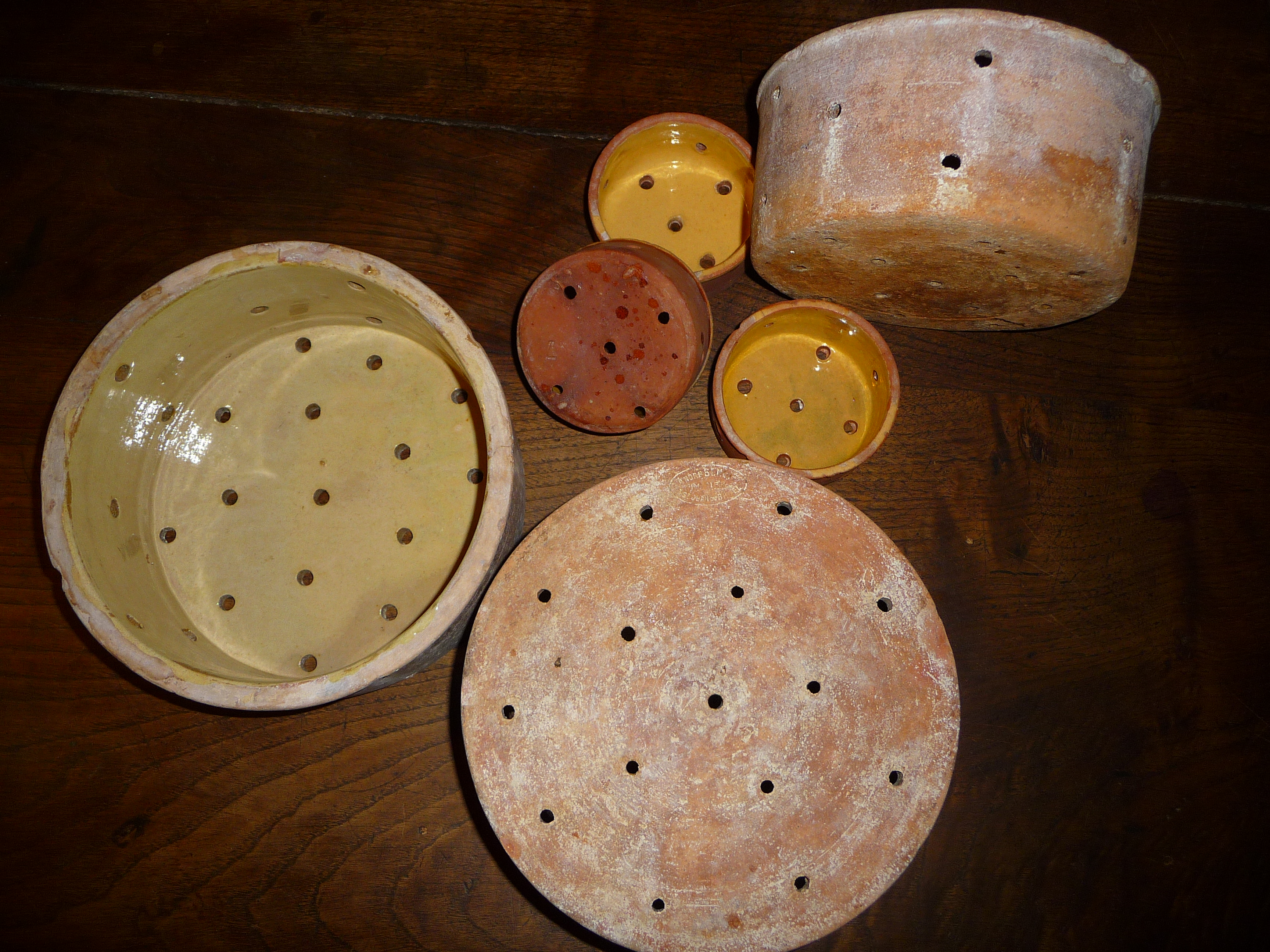
Faisselles anciennes de terre cuite

Cette tomme fait partie des fromages à pâte molle à croûte fleurie. Elle est élaborée à partir de lait cru et entier de chèvre,. Ces troupeaux sont de races locales (Alpine, Provence et Rove) et s'alimentent en plein air, ce qui permet aux chèvres de produire un lait riche et parfumé.
La tomme de Provence est fabriquée de façon identique au banon AOC, selon la méthode du caillé doux ou mixte. Mais elle n’est pas emballée dans les feuilles de châtaignier. L'ajout de ferments lactiques au lait crée le pH désiré pour l'emprésurage. Cette étape est essentielle « car elle détermine le degré de minéralisation et la matière sèche du fromage. ».  
Le caillé doux est ensuite placé dans des faisselles. « Cette technique permet la régulation de la matière sèche du fromage. Le salage permet de réduire l'activité de l'eau et, par conséquent, contribue au développement des micro-organismes utiles alors qu'il est à maturité. Pendant cette période, les fromages sont retournés régulièrement. ». Sa durée d’affinage varie entre dix jours et trois semaines.

## Caractéristiques
C'est un fromage au goût marqué mais qui est adouci par une texture crémeuse. C'est son affinage qui lui donne, à la fois, cette onctuosité et son goût prononcé. À la dégustation, ce fromage de force moyenne, est marqué par des notes de noix et des arômes épicés, joints à une pointe d'acidité.

## Accord mets/vins
Pour le sommelier-conseil Emmanuel Delmas : « Le vin blanc, est plus polyvalent, élégant, rond, minéral donc confortable. Un fromage de chèvre, se délectera d'un vin blanc, frais, expressif, et d'une longue acidité... L'expression très fruitée, et très acidulée, de ces vins, permet au fromage de chèvre, de s'exprimer, et l'échange est en tous points remarquable. ». 

## Demande de labellisation
Dans un souci de privilégier une politique qualité et afin de préserver leur savoir-faire, les producteurs de tommes de Provence souhaitent protéger cette production fromagère par un label de qualité officiel (AOC ou IGP).